# Integração sul-americana

Diagrama da integração sul-americana em termos adesão

Entre outros mecanismos, a integração sul-americana vem ocorrendo por meio dos instrumentos listados a seguir.
O projetos de integração física iniciados com a Iniciativa para a Integração da Infraestrutura Regional Sul-Americana (IIRSA) foram absorvidos pelo Conselho Sul-Americano de Infraestrutura e Planejamento (COSIPLAN) da UNASUL, quando foi decidida substituição do Comitê de Direção Executiva (CDE) da IIRSA pelo Comitê Coordenador do COSIPLAN.

## História
A América do Sul foi ao longo de cinco séculos, palco das mais violentas batalhas do continente americano. Desde a chegada dos espanhóis e portugueses ao continente, a Bacia do Prata foi cenário das disputas luso-espanholas por território (o território que hoje é o Uruguai já foi espanhol, português, novamente espanhol e brasileiro). Entretanto, ao mesmo tempo, nesta região situam-se capítulos fundamentais da emancipação política e econômica dos futuros sócios do Mercosul.
Durante os séculos XVI e XVII, a Espanha organizou o sistema comercial de suas colônias em torno do esquema de "frotas e galeões", autorizando somente a alguns portos o direito de enviar ou receber mercadorias originárias dessas colônias. Para cidades como Buenos Aires, fundada em 1580, esse sistema ameaçava o desenvolvimento econômico da região. Para enfrentar esse confinamento econômico, a população de Buenos Aires percebeu a única saída possível: o intercâmbio comercial (ainda que ilegalmente) com o Brasil. Esse foi o início de uma relação que estava destinada a crescer cada vez mais.[carece de fontes?]
No século XIX, o processo de emancipação política da América do Sul acentuou os contrastes existentes entre os países da região. Neste período, ocorreram importantes capítulos da história do Brasil, Argentina, Paraguai e Uruguai. Basta citar a Guerra da Cisplatina, a independência da República Oriental do Uruguai, Guerra Grande uruguaia, a Revolução Farroupilha, a disputa entre unitários e federalistas na Argentina e a Guerra do Paraguai: alianças, intervenções e conflitos que forjaram o contexto histórico de formação dos Estados nacionais platinos.[carece de fontes?]
Em 1941, em plena Segunda Guerra Mundial, pela primeira vez, Brasil e Argentina tentaram a criação de uma União Aduaneira entre as suas economias. Porém, isso não se concretizou devido às diferenças diplomáticas dos países em relação às políticas do Eixo, após o ataque a Pearl Harbor. Com o fim da guerra, a necessidade de interação entre as nações se tornou iminente e, consecutivamente, a formação dos blocos econômicos, entretanto na América Latina não houve uma união que tenha obtido resultados satisfatórios.[carece de fontes?]

## Organizações intergovernamentais
São cinco organizações internacionais governamentais de caráter multilateral existente na América do Sul, as quais estão descritas em tabela abaixo. O nível de participação entre os países é diferente, conforme sua estratégia de política externa e interpretação do regionalismo e da integração regional. Nenhum país participa de todas elas, seja por decisão própria, como mencionado anteriormente, ou devido a critérios de admissão da organização. Bolívia e Brasil são membros de quatro organizações; Argentina, Colômbia, Equador, Paraguai, Peru, Uruguai e Venezuela, de três; Guiana e Suriname, de duas; e Chile, de apenas uma.[carece de fontes?]
| | Nome oficial: União de Nações Sul-Americanas                                     |
| Membros: Bolívia, Brasil, Guiana, Suriname, Venezuela. |                                                                                  |
| Sede: Quito, Cochabamba |                                                                                  |
| Fundação: 4 de julho de 2008 |                                                                                  |
| Tipo: Integração multissetorial |                                                                                  |
| Anexos: Pretende conseguir uma integração similar à alcançada na Europa. - Política: Secretaria Geral da Unasul e Parlamento Sul-Americano. - Económica: Moeda única sul-americana e Banco do Sul. - Militar: Conselho de Defesa Sul-Americano. |                                                                                  |
| | Nome oficial: Mercado Comum do Sul                                               |
| Membros: Argentina, Bolívia, Brasil, Paraguai, Uruguai, Venezuela (suspensa) |                                                                                  |
| Sede: Montevidéu |                                                                                  |
| Fundação: 26 de março de 1991 |                                                                                  |
| Tipo: Bloco comercial |                                                                                  |
| Anexos: Parlamento do Mercosul |                                                                                  |
| | Nome oficial: Comunidade Andina                                                  |
| Membros: Bolívia, Equador, Colômbia, Peru |                                                                                  |
| Sede: Lima |                                                                                  |
| Fundação: 26 de maio de 1969 |                                                                                  |
| Tipo: Bloco comercial |                                                                                  |
| Anexos: Parlamento Andino |                                                                                  |
| | Nome oficial: Organização do Tratado de Cooperação Amazônica                     |
| Membros: Bolívia, Brasil, Colômbia, Equador, Guiana, Peru, Suriname, Venezuela. |                                                                                  |
| Sede: Brasília |                                                                                  |
| Fundação: 14 de dezembro de 1998 |                                                                                  |
| Tipo: Bloco socioambiental |                                                                                  |
| | Nome oficial: Comitê Intergovernamental Coordenador dos Países da Bacia do Prata |
| Membros: Argentina, Bolívia, Brasil, Paraguai, Uruguai. |                                                                                  |
| Sede: Buenos Aires |                                                                                  |
| Fundação: 23 de abril de 1969 |                                                                                  |
| Tipo: Bloco socioambiental |                                                                                  |

## Integração monetária
Ao longo da década de 2000, vários presidentes da América do Sul defenderam a proposta de uma unidade monetária regional sul-americana emitida futuramente pelo Banco do Sul para os então membros da União de Nações Sul-Americanas (UNASUL).
Sem denominação definida, foram propostos vários nomes como condor, peso americano, latino, pacha, sucre, colombo, peso-real cruzeiro do sul, entre outras.
Ficaria a cargo do Banco do Sul estabelecer a política monetária e os projetos de desenvolvimento de finanças. Um dos objetivos da união monetária é o estabelecimento de uma moeda única sul-americana. Apoio à criação dessa moeda foi prestado em Janeiro de 2007 pelo presidente peruano Alan García, e tem sido apoiada por outras nações sul-americanas, inclusive o presidente boliviano Evo Morales em abril do mesmo ano, o qual propôs que a Unasul estabeleça uma moeda única chamada "Pacha" ("terra" em idioma quíchua), deixando claro que cada país faça a sua proposta para o nome da moeda, e que essa circule pelos países membros do bloco.
Em um artigo escrito em 2022 por Fernando Haddad e Gabriel Galípolo, os dois autores defenderam a proposta de uma moeda em comum designada sur para a América do Sul. A ideia também foi defendida em 22 de janeiro de 2023 em artigo conjunto publicado pelos governos de Alberto Fernández, da Argentina, e de Luiz Inácio Lula da Silva, do Brasil. A proposta visa transações financeiras e comerciais, sendo uma forma de barrar a influência chinesa na região.